# سمير نمر
سمير نمر (1944-1985) مخرج سينمائي عراقي، مواليد مدينة الموصل. خريج معهد الإخراج السينمائي في موسكو، عمل في مؤسسة السينما الفلسطينية، وأنجز العديد من الأفلام التي شاركت في مهرجانات عالمية باسم منظمة التحرير الفلسطينية، غادر عام 1982 مع قوات الثورة الفلسطينية إلى تونس وأقام فيها وعمل مع زملائه على إعادة بناء مؤسستهم، وتجميع أرشيفها.
توفي في تشرين الاول 1985 ودفن في العاصمة التونسية.

## حياته العملية
عمل سمير في الإخراج والتصوير السينمائي في المؤسسة السينمائية الفلسطينية لأكثر من ثلاثين عام وهو أحد مؤسسي السينما الفلسطينية عمل في إعداد الأفلام الفلسطينية التي تحاكي معارك البطولة والفداء التي خاضها مقاتلو الثورة الفلسطينية في جنوب لبنان وبيروت، وحازت أفلامه الوثائقية على جوائز في مهرجانات عالمية، انتقل مع الرئيس الراحل ياسر عرفات إلى تونس وواصل عمله فيها.

## إنجازاته
أنجز سمير العديد من الافلام التي تحاكي الثورة الفلسطينية ومن أبرزها:
- فيلم كفر شوبا، في بداية التسعينات.[3]
- فيلم الحرب في لبنان عام 1977.
- فيلم الإرهاب الصهيوني عام 1973[4]
- فيلم ليلة فلسطينية عام 1973.
- حرب الأيام الأربعة 1973[5]